# Sara Zacharias
Sara Harmony Zacharias, född 15 maj 1982 i Oscars församling i Stockholm, är en svensk sångerska.

## Biografi
Zacharias är dotter till artisten Ted Gärdestad och skådespelaren Ann Zacharias. Hon är gift med musikern och producenten David Lindgren Zacharias, född 1976.
År 2009 hittade hon outgivna låtar som fadern hade skrivit och slutförde dem tillsammans med låtskrivaren Olle Nyman i albumet Mot solen som släpptes 4 september 2013. I en intervju efter att albumet släpptes sade Zacharias att hon inte planerade att fortsätta inom musiken, då hon studerade till socionom.
I samlingsalbumet För kärlekens skull – Svenska artister hyllar Ted Gärdestad från 2014 medverkade Zacharias med sin tolkning av "Himlen är oskyldigt blå", som hamnade på Svensktoppen i slutet på juni samma år.
År 2015 medverkade hon på artisten Petters singel "Kul på Vägen". I mitten på augusti 2017 släpptes låten "En sång till dig" som Tomas Andersson Wij och Zacharias sjunger tillsammans med på. Under 2018 släppte hon flera singlar, varav en där hon sjunger duett med sin far. År 2021 gästade hon Benjamin Ingrosso när han körde Allsångsscenen är din. Tillsammans framförde de Ingrossos låt Flickan på min gata, en låt som Ingrosso och hans morbror Niclas Wahlgren skrev när Ingrosso var 13 år och är en hyllningslåt till Ted. År 2022 gästade Zacharias Benjamin Ingrossos mat och musikprogram Benjamin’s där de framförde "Jag ska fånga en ängel" tillsammans med Harpo.

## Diskografi

### Album
- 2013 – Mot solen
- 2014 – För kärlekens skull – Svenska artister hyllar Ted Gärdestad (medverkande)
- 2019 – Hjärtslag

### Singlar
- 2015 – Kul på vägen (medverkande, skriven av Petter)
- 2017 – En sång till dig (medverkande, skriven av Tomas Andersson Wij)
- 2018 – Stanna kvar hos mig
- 2018 – Solsken i mig
- 2018 – Jag vill ha en egen måne (duett med Ted Gärdestad postumt)[10]
- 2018 – Superhjältinna[11]
- 2019 – Du behöver inte veta allt om mig
- 2019 – Dalarö
- 2022 – Jag ska fånga en ängel (medverkande, Benjamin Ingrosso)
- 2023 – Börja Om
- 2023 - Tänker På Dig
- 2024 - Långt från oss - Akustisk
- 2024 - Ingenting
- 2024 - Ge En Sol

## Melodier på Svensktoppen
| År        | Låtens namn             | Högsta placering | Antal veckor |
| --------- | ----------------------- | ---------------- | ------------ |
| 2013      | Mot solen               | 9                | 4 (v 37–41)  |
| 2014      | Du behöver inte ängslas | 8                | 1 (v 12)     |
| 2014/2015 | Himlen är oskyldigt blå | 4                | 39 (v 25–12) |